# Вяйке-Аглі
Вя́йке-А́глі (ест. Väike-Ahli küla) — село в Естонії, у волості Рідала повіту Ляенемаа.

## Населення
Чисельність населення на 31 грудня 2011 року становила 30 осіб.

## Географія
Через село проходить автошлях 16113 (Рогукюла — Аглі — Рідала).

## Історія
1998 року село утворено як окремий населений пункт після поділу села Аглі на Сууре-Аглі («Велике Аглі») та Вяйке-Аглі («Мале Аглі»).